# American Film Institute
El American Film Institute —en español, Instituto Estadounidense del Cine— (AFI) es una entidad cinematográfica estadounidense, independiente y sin fines de lucro cuyo cometido es educar cineastas y honrar el patrimonio de las artes cinematográficas en los Estados Unidos. Es respaldado por financiación privada y membresía pública. Fue creado por el National Endowment for the Arts, el cual fue establecido en 1967 cuando el presidente de los Estados Unidos Lyndon B. Johnson firmó el tratado llamado National Foundation on the Arts and the Humanities Act.
El AFI es conocido mundialmente por dos motivos en especial: las listas que desde 1998 publican cada año, desde el centenario de su creación, acerca de lo mejor del cine, y los premios honoríficos que concede a los personajes más destacados del mundo del cine estadounidense. En el 2008 publicó el AFI's 10 Top 10, las 10 mejores películas norteamericanas en 10 géneros distintos.
También preserva películas antiguas, en especial las que están en riesgo de degradación del soporte fotográfico utilizado para la filmación y proyección de la película.

## Festivales de cine del AFI
AFI opera dos festivales de cine: AFI Fest en Los Ángeles y AFI Docs (formalmente conocido como Silverdocs) en Silver Spring, Maryland y Washington D. C.

### AFI Fest (Festival del Instituto de Cine Americano)
Comúnmente abreviado como AFI Fest, es la celebración anual de la excelencia artística del American Film Institute. Es una muestra de las mejores películas de festivales del año seleccionadas por el AFI y una oportunidad para que los grandes cineastas y los artistas emergentes se reúnan con el público en Nueva York. Es el único festival de su estatura que es gratuito para el público. La Academia de Artes y Ciencias Cinematográficas reconoce al AFI Fest como un festival que califica para la categoría de Cortometrajes para los Premios de la Academia anuales.
Las películas seleccionadas por el AFI se dividen en diferentes secciones para el festival, como las secciones Galas/Red Carpet Premieres, Proyecciones Especiales, Descubrimientos, Documentales y Competencia de Cortometrajes. 

#### Estrenos de alfombra roja
Anteriormente llamada Galas, es la sección del AFI Fest para las películas más esperadas del festival, presentando largometrajes seleccionados de cineastas y artesanos de talla mundial.  Aunque se trata de una selección muy restrictiva, que suele presentar entre tres y siete películas como máximo, muchas películas seleccionadas por el AFI para esta sección acaban también obteniendo una nominación al Oscar a la Mejor Película, como Maestro (2023) de Bradley Cooper, The Fabelmans (2022) de Steven Spielberg,  King Richard (2021) de Will Smith, The Power of the Dog (2021) de Jane Campion,  The Father (2020) de Anthony Hopkins, Marriage Story (2019) de Noah Baumbach, Green Book ( 2018) de Peter Farrelly,  Call Me by Your Name (2017) de Luca Guadagnino, La La Land (2016) de Damien Chazelle,  The Big Short (2018) de Adam McKay  etc.

### Documentos de AFI
AFI Docs (anteriormente Silverdocs) es un festival de documentales que se celebra anualmente en junio en Washington D. C. El festival atrae a más de 27.000 entusiastas del documental.

## Historia
El American Film Institute fue fundado por un mandato presidencial anunciado en 1965 en el Rose Garden de la Casa Blanca por el entonces presidente Lyndon B. Johnson - para establecer una organización nacional de las artes para preservar el legado del patrimonio del cine estadounidense, educar la próxima generación de cineastas y honrar los artistas y su trabajo. Dos años más tarde, en 1967, AFI fue establecido, apoyado por el National Endowment for the Arts, la Asociación Cinematográfica de América y la Fundación Ford.
La junta directiva original contaba con 22 miembros que incluía al actor Gregory Peck como presidente, y actor Sidney Poitier como vicepresidente, director Francis Ford Coppola, historiador cinematográfico Arthur Schlesinger, JR. y cabildero Jack Valenti, y otros representantes de las artes y la academia.
El instituto estableció un programa de entrenamiento para cineastas conocido entonces como el Centro de Estudios Cinematográficos Avanzados (Center for Advanced Film Studies). También creado en los primeros años fue un programa de repertorio de exhibición de cine en el Centro Kennedy para las Artes Escénicas, y el catálogo de películas de AFI - Una fuente académica para la historia del cine estadounidense. El instituto se mudó a su campus actual de 8 hectáreas en Hollywood en 1981. El programa de entrenamiento cinematográfico creció para convertirse en el AFI Conservatory, una escuela acreditada de posgrado.
AFI mudó sus exhibiciones de cine del Centro Kennedy al histórico AFI Silver Theater and Cultural Center, que ahora celebra sus celebrados festivales - AFI Fest y AFI Docs - haciendo así de AFI el expositor de cine sin fines de lucro más grande en el mundo. AFI educa audiencia y reconoce la excelencia artística al través de sus programas de premiaciones y sus listas de películas que reconocen el rico valor histórico dentro de la cultura americana y las artes que estas películas tienen.

## Membresía
El instituto está compuesto de líderes dentro de las comunidades del cine, entretenimiento, comercio y academia. Una junta de fideicomiso dirigida por Howard Stringer y una junta directiva dirigida por Robert A. Daly guían la organización, que es dirigida por el Plan y CEO, historiador de cine Bob Gazzale. Líderes previos fueron el director fundador George Stevens, JR. (desde los comienzos de la organización en 1967 hasta 1980) y Jean Picker Firstenberg (desde 1980 hasta 2007).

## Críticas a las listas
Muchos las consideran irrelevantes porque sólo tienen en cuenta el cine estadounidense. Incluso se cuestiona el hecho de que existan aún muchísimas personalidades importantes y con mucha más relevancia (que algunos que ya han sido homenajeados) dentro del mundo del cine y no se les haya tomado en cuenta para premiar su trayectoria.

## Listado de programas
Los programas educativos y culturales incluyen:
- Catálogo de Largometrajes de AFI y Archivo de AFI – la historia de todos los largometrajes durante los primeros 100 años del arte - accesible en línea gratis;[12]
- Conservatorio de AFI - Una escuela de cine dirigida por maestros cineastas en una programa de nivel de posgrado;[13]
- AFI Life Achievement Award – Una tradición desde 1973, un alto honor para una carrera en cine;[14]
- AFI Awards – Un premio celebrando los conjuntos creativos de los programas de largometrajes y televisivos más sobresalientes del año.
- AFI 100 años... –  listado de películas y eventos televisivos sobresalientes según sus estándares;[15]
- AFI's two film festivals – en Los Ángeles, AFI Fest presentado por Audi y en Silver Spring, Maryland, AFI Docs presentado por Audi;
- AFI Silver Theatre and Cultural Center – un cine histórico con presentaciones recurrentes;[16]
- American Film – una revista electrónica que explora el arte de clásicos cinematográficos nuevos e históricos.

## Listas del American Film Institute
AFI 100 años... es una serie de listas y programas especiales de televisión de la CBS que las presentan, celebrados desde finales de la década de 1990 hasta finales de los años 2000, en los que el AFI celebró 100 años de las mejores películas del cine estadounidense. La lista pretende incrementar el interés en el cine clásico de Hollywood.

## Conservatorio AFI
En 1969, el instituto creó el Conservatorio AFI de Estudios Cinematográficos Avanzados en Greystone, la mansión Doheny en Beverly Hills, California. La primera promoción incluía a los cineastas Terrence Malick, Caleb Deschanel y Paul Schrader Ese programa se convirtió en el Conservatorio AFI, una escuela de cine acreditada para graduados situada en las colinas de Hollywood, California, que ofrece formación en seis disciplinas cinematográficas: cinematografía, dirección, montaje, producción, diseño de producción y guion. Reflejando un entorno de producción profesional, los becarios colaboran en la realización de más películas que cualquier otro programa de postgrado. La admisión al Conservatorio AFI es muy selectiva, con un máximo de 140 graduados por año.
En 2013, el director, productor y guionista James L. Brooks (As Good as It Gets, Broadcast News, Terms of Endearment), ganador de un Emmy y un Oscar, se incorporó como director artístico del AFI Conservatory, donde ejerce el liderazgo del programa cinematográfico. El papel artístico de Brooks en el AFI Conservatory cuenta con un rico legado que incluye a Daniel Petrie, Jr, Robert Wise y Frank Pierson. El galardonado director Bob Mandel fue decano del Conservatorio AFI durante nueve años. Jan Schuette asumió el cargo de decano en 2014 y ejerció hasta 2017. El productor de cine Richard Gladstein fue decano desde 2017 hasta 2019, cuando fue nombrada Susan Ruskin.

## Alumnos notables
Los antiguos alumnos del Conservatorio AFI tienen carreras en el cine, la televisión y la web. Han sido reconocidos con los principales premios de la industria: el Premio de la Academia, el Premio Emmy, los premios del gremio y el Premio Tony.
Entre los antiguos alumnos del AFI se encuentran Andrea Arnold, (Red Road, Fish Tank), Darren Aronofsky (Requiem for a Dream, Black Swan), Carl Colpaert (Gas Food Lodging, Hurlyburly, Swimming with Sharks), Doug Ellin (Entourage), Todd Field (In the Bedroom, Little Children), Jack Fisk (Badlands, Days of Heaven, There Will Be Blood), Carl Franklin (One False Move, Devil in a Blue Dress, House of Cards), Patty Jenkins (Monster, Wonder Woman), Janusz Kamiński (Lincoln, Schindler's List, Saving Private Ryan), Matthew Libatique (Noé, Black Swan), David Lynch (Mulholland Drive, Blue Velvet), Terrence Malick (Days of Heaven, The Thin Red Line, The Tree of Life), Victor Nuñez (Ruby in Paradise, Ulee's Gold), Wally Pfister (Memento, The Dark Knight, Inception), Robert Richardson (Platoon, JFK, Django Unchained), Ari Aster (Hereditary, Midsommar) y muchos otros.

### Premios honoríficos
También de especial importancia son los premios honoríficos a toda una carrera que, desde 1973, se ofrecen a las más altas personalidades del cine como cineastas y actores célebres que gracias a su gran talento han sobresalido en el mundo del séptimo arte. El premio se entrega en ceremonias televisadas en las que gran parte del mejor Hollywood de cada época está presente. Los galardonados han sido:
- 1973 - John Ford (director)
- 1974 - James Cagney
- 1975 - Orson Welles (director)
- 1976 - William Wyler (director)
- 1977 - Bette Davis
- 1978 - Henry Fonda
- 1979 - Alfred Hitchcock (director)
- 1980 - James Stewart
- 1981 - Fred Astaire
- 1982 - Frank Capra (director)
- 1983 - John Huston (director)
- 1984 - Lillian Gish
- 1985 - Gene Kelly
- 1986 - Billy Wilder (director)
- 1987 - Barbara Stanwyck
- 1988 - Jack Lemmon
- 1989 - Gregory Peck
- 1990 - David Lean (director)
- 1991 - Kirk Douglas
- 1992 - Sidney Poitier
- 1993 - Elizabeth Taylor
- 1994 - Jack Nicholson
- 1995 - Steven Spielberg (director)
- 1996 - Clint Eastwood
- 1997 - Martin Scorsese (director)
- 1998 - Robert Wise (director)
- 1999 - Dustin Hoffman
- 2000 - Harrison Ford
- 2001 - Barbra Streisand
- 2002 - Tom Hanks
- 2003 - Robert De Niro
- 2004 - Meryl Streep
- 2005 - George Lucas (director)
- 2006 - Sean Connery
- 2007 - Al Pacino
- 2008 - Warren Beatty
- 2009 - Michael Douglas
- 2010 - Mike Nichols (director)
- 2011 - Morgan Freeman
- 2012 - Shirley MacLaine
- 2013 - Mel Brooks
- 2014 - Jane Fonda
- 2015 - Steve Martin
- 2016 - John Williams (compositor)
- 2017 - Diane Keaton
- 2018 - George Clooney
- 2019 - Denzel Washington
- 2020 - No otorgado.
- 2021 - No otorgado.
- 2022 - Julie Andrews
- 2023 - No otorgado.
- 2024 - Nicole Kidman